# SHEFEX II

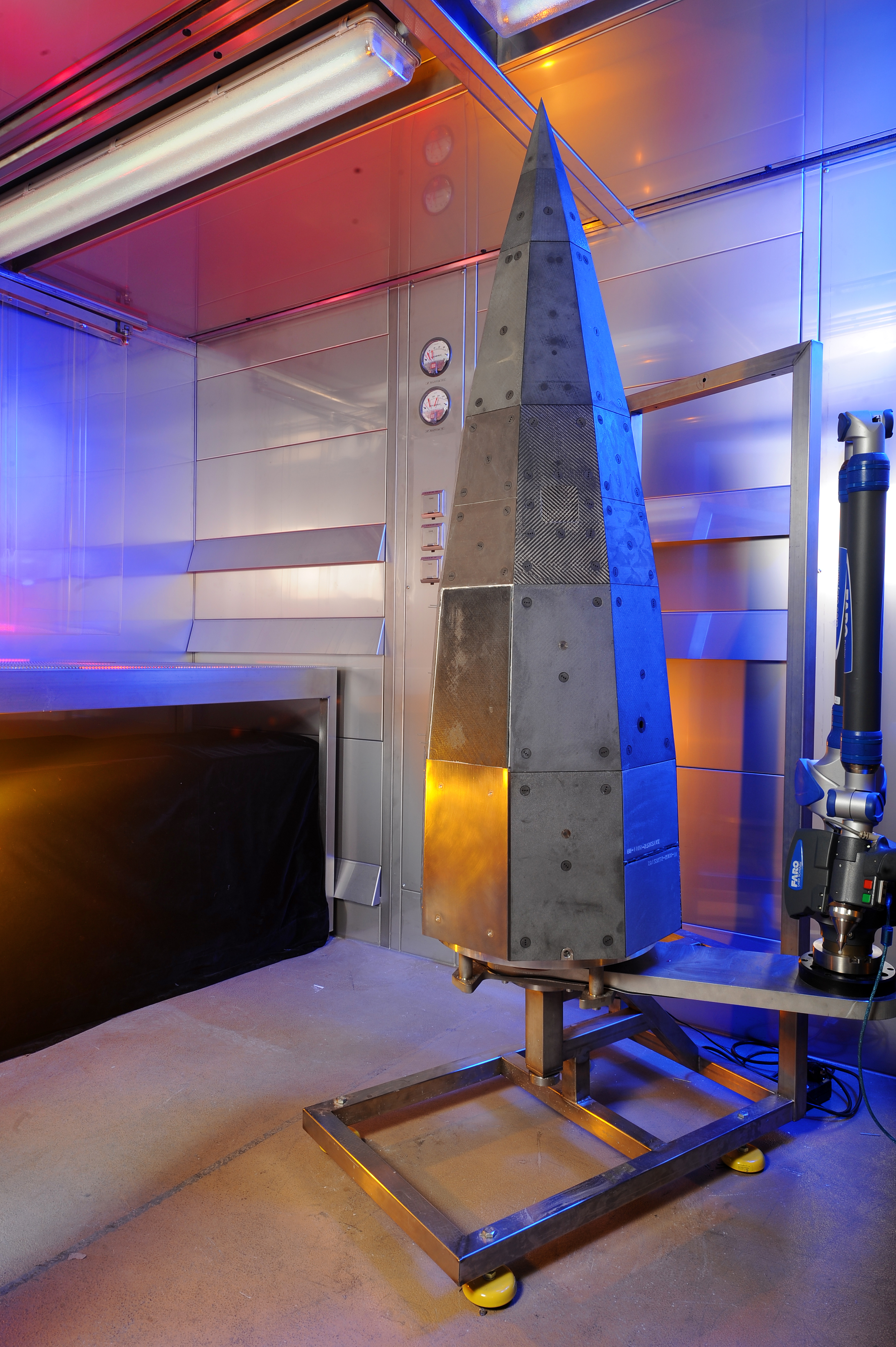
Der zusammengebaute SHEFEX-II-Körper

SHEFEX II war der zweite experimentelle Flugkörper des Entwicklungs- und Flugtestprogrammes SHEFEX des Deutschen Zentrums für Luft- und Raumfahrt (DLR) mit dem Ziel durch mehrere neue Konstruktionskonzepte und neue Materialien Raumkapseln und Raumfähren mit der Fähigkeit zur Rückkehr in die Luftschicht der Erde wesentlich sicherer und preiswerter herzustellen. Projektleiter von SHEFEX II, an dem neun Institute und Einrichtungen des DLR sowie Kooperationspartner beteiligt sind, wie auch des Gesamtprogrammes ist der DLR-Ingenieur Hendrik Weihs.
Der Projektname SHEFEX ist eine Abkürzung für Sharp Edge Flight Experiment, also deutsch das: scharfkantige Flugexperiment, und steht für die grundlegend neue Idee, den für den Eintritt von Raumschiffen aus dem All in die Atmosphäre nötigen Hitzeschild durch günstiger herzustellende und zu montierende flache Hitzeschutzelemente zu konstruieren. In der Vergangenheit wurden alle Raumkapseln (wie Sojus und Apollo) oder Raumgleiter (Space Shuttle, Buran) mit gerundeten Hitzschildern konstruiert. Die Verbindung der flachen Hitzeschutzkacheln zu einem für den Hyperschallflug in der Luftschicht geeigneten Körper mit einer guten aerodynamischen Form führt zwangsläufig zu scharfen Kanten bei der Konstruktion.
Mit der Entwicklung SHEFEX II sollten auf der facettierten Außenhaut 9 verschiedene Hitzschutzsysteme getestet werden. Diese sind überwiegend Entwicklungen aus Faserkeramik der DLR-Standorte in Stuttgart und Köln. Ergänzend wurden aber auch den deutschen Raumfahrtunternehmen EADS Astrium und MT Aerospace sowie dem internationalen Partner Boeing Testflächen zur Verfügung gestellt. In den Versuchsträger wurden Sensoren eingebaut, die von der DLR-Abteilung Hyperschalltechnologie in Köln entwickelt wurden. Sie sollten während des Fluges Druck, Wärmefluss und Temperatur in der Nutzlastspitze messen.
SHEFEX II wurde erstmals mit aktiven aerodynamischen Kontrollelementen ausgerüstet, die eine aktive Flugsteuerung während der Wiedereintrittsphase ermöglichen. Diese keramischen sogenannten Canards mit ihren mechanischen Aktuatoren und einem Flugregelungssystem stellen ein weiteres wesentliches Entwicklungsziel des Projektes dar.

## Trägerrakete und Gesamtkonfiguration

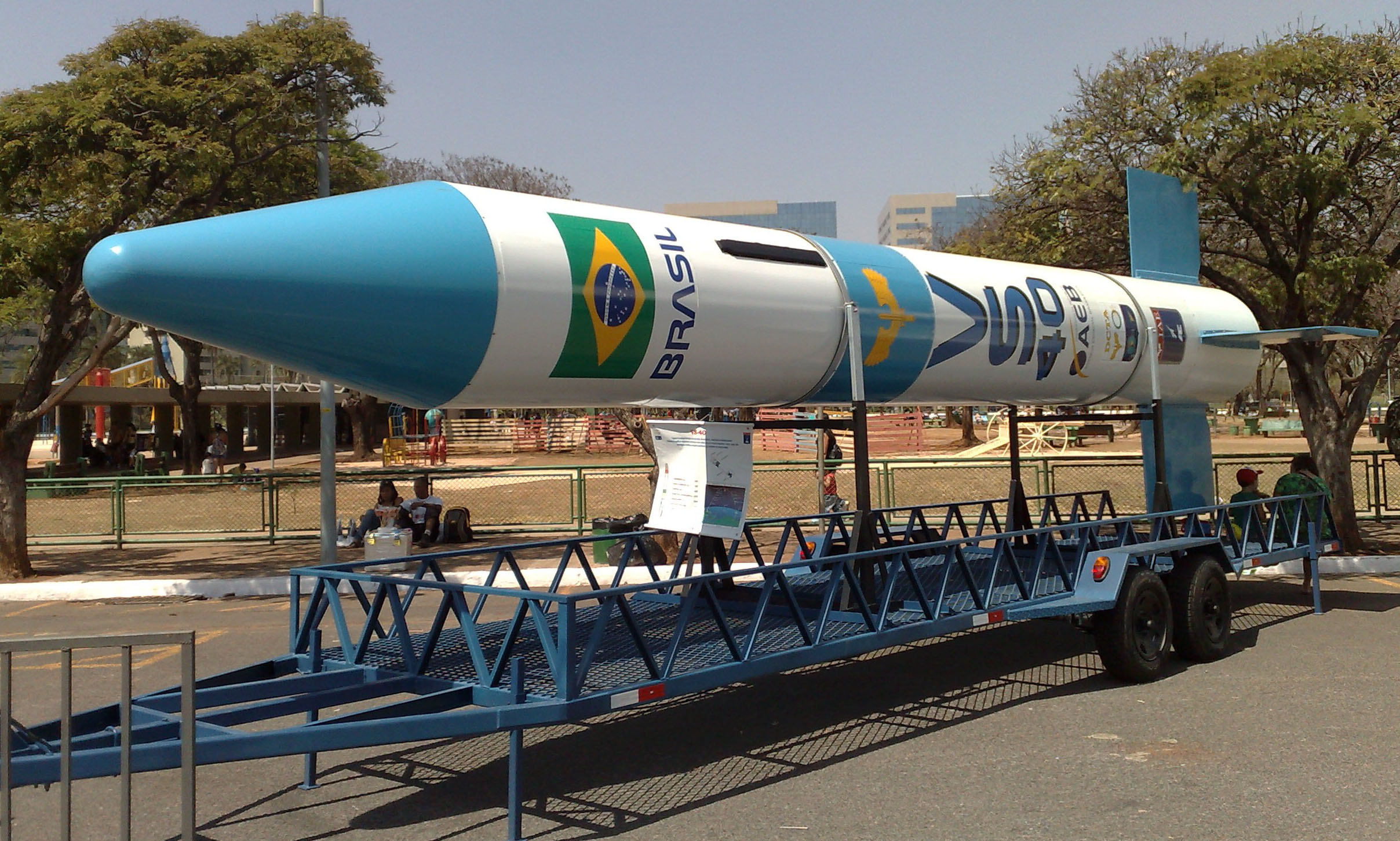
Rakete VS-40 ausgestellt im Parque Ana Lídia, Brasilien

Während bei SHEFEX I eine brasilianische VS-30 kombiniert mit einer HAWK-Rakete als Trägerrakete verwendet wurde, nutzte die DLR für den Experimentalkörper SHEFEX II die stärkere brasilianische VS 40M.
Die Trägerrakete VS 40M ist eine Höhenforschungsrakete, deren zwei Stufen mit je mit einem Feststoffraketenmotor angetrieben werden, die Unterstufe mit dem S 40, die Oberstufe mit dem S 44. Die Gesamtlänge der Trägerrakete und der Nutzlastspitze beträgt 12,6 m, das Gesamtgewicht 6,7 t, davon sind 400 kg Nutzlast.

## Flugplan
Gemäß Flugplan hat der S-40-Raketenmotor der Unterstufe die SHEFEX-II-Rakete innerhalb von 60 Sekunden mit seinen vier Tonnen Treibstoff annähernd senkrecht auf eine Höhe von 54 km zu befördern. Dabei wird die Rakete durch Rotation stabilisiert. Im Anschluss wird die Oberstufe mit der Nutzlast zu einem flacheren Anstellwinkel hin geneigt. Dann erfolgt die Zündung der Oberstufe, deren 800 kg Treibstoff die Nutzlastspitze in eine flache ballistische Bahn einschießt. Mit Brennschluss wird die Rotation gestoppt und der Raketenmotor von der Nutzlastspitze getrennt.
Die SHEFEX-II-Spitze wird für einen Wiedereintrittswinkel in die Atmosphäre von ca. 35° gesteuert. Der Wiedereintritt in die Atmosphäre ab 100 km Höhe erfolgt mit 11-facher Schallgeschwindigkeit (ca. 3 km/s). Mit dem Wiedereintritt in die Erdatmosphäre beginnt die eigentlich relevante Phase des Experimentalfluges in dem sich die Qualität der neun verschiedenen Thermalschutzvarianten durch die Messungen der Sensoren, die Konfiguration der Form und die Qualität der Steuerflächen samt deren Steuerung sich durch die Flugbahn, erweisen muss. Bei der hohen Eintrittsgeschwindigkeit entstehen an der Nutzlastspitze sowie an den scharfen Vorderkanten der Canards und Stabilisierungsflossen extreme Wärmeflüsse, die die Strukturen auf über 1.800 °C erhitzen. Der Staudruck steigt bis auf 4 bar zum Ende des Wiedereintritts an. Während des Flugs in der Atmosphäre wird der  Wiedereintrittswinkel durch die aerodynamischen Steuerflächen gesteuert. Ziel ist es die nahezu ungedämpften Eigenschwingungen zu dämpfen und die Rolllage auf einen vorgegebenen Wert zu regeln. Zusätzlich werden einige Rollmanöver geflogen, um auf Basis der Flugdaten einige schwer vorhersagbare Parameter zu überprüfen. Die Experimentalphase ist mit Erreichen einer Flughöhe von etwa 20 km bzw. nach ca. 45 s abgeschlossen.
In 20 km Höhe wird die Nutzlast etwa mittig getrennt und beide dann aerodynamisch instabilen Teilstücke durch die dadurch resultierende Taumelbewegung weiter abgebremst. In 5 km Höhe wird von beiden Teilkomponenten ein Fallschirmsystem ausgeworfen, das die Landegeschwindigkeit auf ca. 9 m/s reduziert.
Als Landegebiet wurde ein 800 km von Andoya entferntes Seegebiet südwestlich von Spitzbergen ausgewählt.

## Vortest
Im Umweltlabor von Astrium in Ottobrunn wurde SHEFEX II im April 2012 darauf getestet, ob es die Belastungen des Starts und des anschließenden Flugs aushalten kann. In den ersten Sekunden des Starts wird die Nutzlast durch die Erschütterungen hart beansprucht. SHEFEX II wurde auf dem Schütteltisch des Labors bis zu 2000 Schwingungen in der Sekunde ausgesetzt.
John Turner, verantwortlich für den Einsatz der Mobilen Raketenbasis MORABA des DLR, mittels derer Shefex von der norwegischen Raketenstation ins Weltall startet erklärte: „Um sich während des Flugs zu stabilisieren, muss sich die Rakete kontinuierlich drehen.“ Ähnlich wie einen Autoreifen, der ausgewuchtet wird, müssen die Ingenieure den Flugkörper für diese Drehungen ausbalancierten. SHEFEX II wurde daher auf dem Spin-Tisch zwei Umdrehungen in der Sekunde ausgesetzt.
Der Flugkörper überstand beide Tests.

## Start und Flug

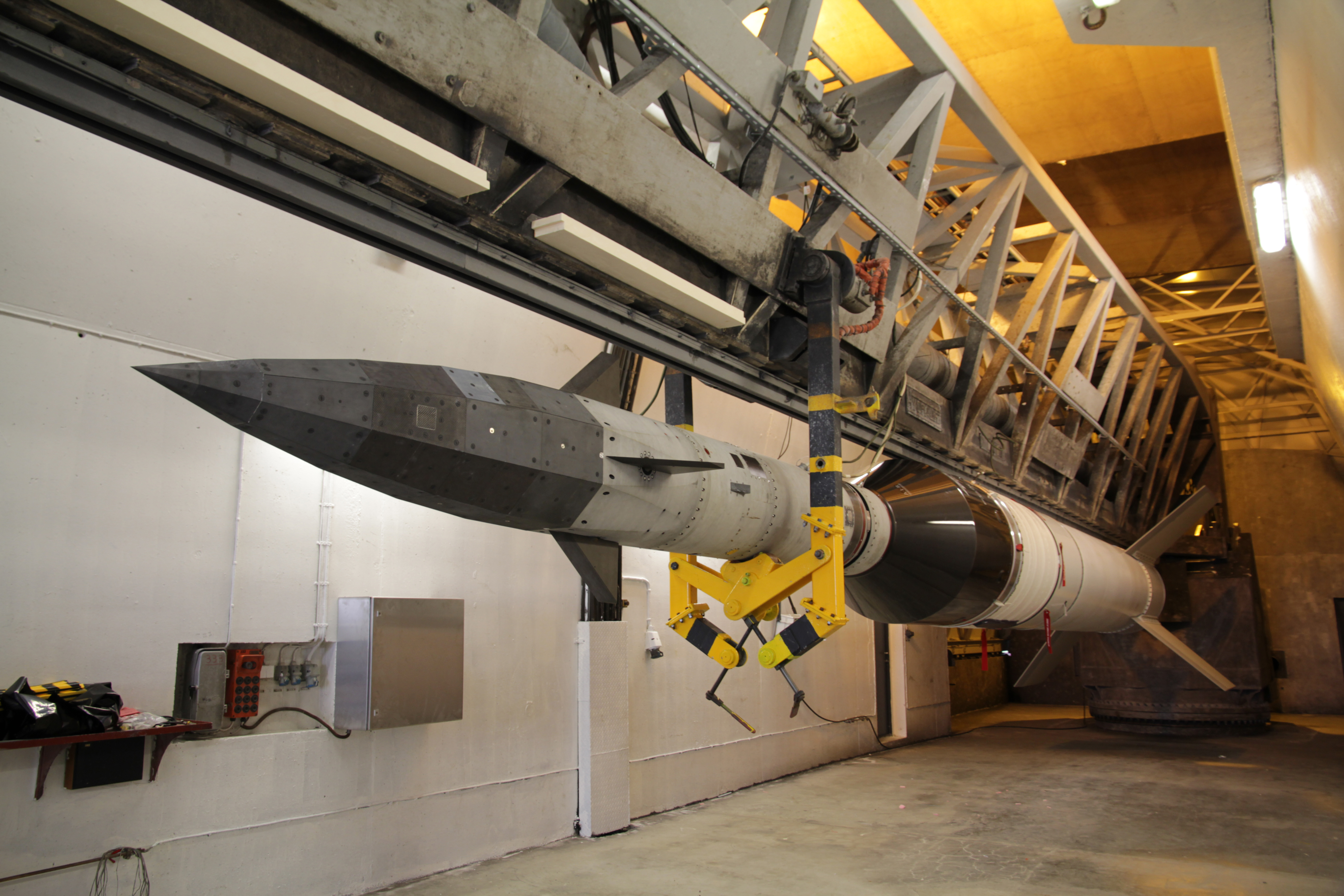
SHEFEX II auf der VS-40M-Rakete auf der Raketenstartplatz Andøya, die für den Start vorbereitet wird

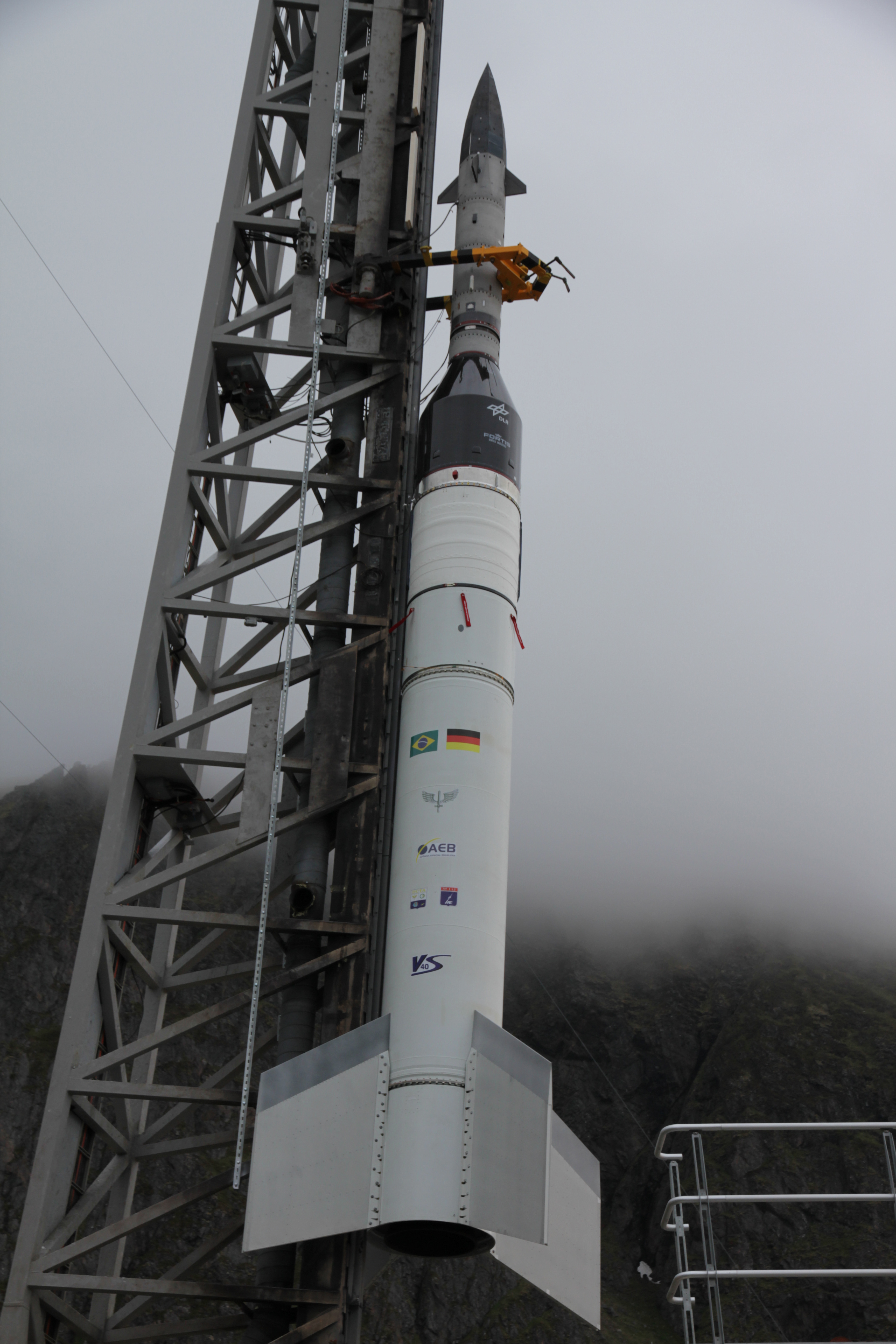
SHEFEX II auf der VS-40M-Rakete auf der Raketenstartplatz Andøya, bereit zum Start

Nachdem ursprünglich geplant war, SHEFEX II in Woomera, Australien, zu starten, entschied die DLR sich letztlich für den schon bei SHEFEX I genutzten Raketenstartplatz Andøya in Norwegen.
Am 22. Juni 2012 um 21.18 Uhr erfolgte der Start von Andøya. Die Raumkapsel erreichte dabei eine Höhe von knapp 180 Kilometern und flog mit etwa neunfacher Schallgeschwindigkeit durch die Atmosphäre. Beim Wiedereintritt in die tieferen Schichten der Atmosphäre sendete SHEFEX-II eine Vielzahl von Messdaten zur Bodenstation, deren Auswertung durch die beteiligten Wissenschaftler mehrere Jahre dauerte.
Der Flug verlief überwiegend plangemäß. Eine Bodenstation in Spitzbergen konnte leider keine Signale empfangen. Deshalb existieren keine Messdaten unterhalb von 27 Kilometern über dem Boden. Der Flugkörper selbst wurde höchstwahrscheinlich von einem Suchflugzeug geortet, konnte aber bei schlechter Sicht von der Bergungsmannschaft nicht gefunden werden. Wegen drei Meter hoher Wellen konnte das Bergungsschiff nicht nah genug an die vermutete Landestelle fahren.
Der Projektleiter Hendrik Weihs würdigte das Experiment wie folgt:
"Mit dem Flug von Shefex II sind wir wieder einen Schritt weiter auf dem Weg, ein Raumfahrzeug zu entwickeln, das einfach gebaut ist wie eine Raumkapsel, aber Steuerungs- und Flugmöglichkeiten hat wie zum Beispiel das Space Shuttle - nur deutlich billiger."